# Jeux asiatiques d'hiver
Les Jeux asiatiques d'hiver sont une compétition multisport tournée, à l'instar des Jeux olympiques d'hiver, vers les sports d'hiver. 

## Historique
L'idée en revient au Comité national olympique japonais qui, en 1982, suggéra la création d'une version hivernale des Jeux asiatiques. En 1986, les premiers Jeux asiatiques d'hiver se tiennent à Sapporo, ville qui avait accueilli les Jeux olympiques d'hiver de 1972.
Si seules sept nations membres du Conseil olympique d'Asie participèrent à la première édition, leur nombre s'accrut avec le temps. Ainsi, lors des Jeux asiatiques d'hiver de 2007, disputés à Changchun (République populaire de Chine), ce ne sont pas moins de 27 nations parmi les 45 appartenant au Conseil qui emmènent un nombre record de participants tandis que, pour la première fois dans l'histoire des Jeux, toutes les nations envoient une délégation.

## Liste des Jeux asiatiques d'hiver
| Année | Édition | Ville     | Pays            | Ref. |
| ----- | ------- | --------- | --------------- | ---- |
| 1986  | I       | Sapporo   | Japon           |      |
| 1990  | II      | Sapporo   | Japon           |      |
| 1996  | III     | Harbin    | Chine           |      |
| 1999  | IV      | Gangwon   | Corée du Sud    |      |
| 2003  | V       | Aomori    | Japon           |      |
| 2007  | VI      | Changchun | Chine           |      |
| 2011  | VII     | Almaty    | Kazakhstan      |      |
| 2017  | VIII    | Sapporo   | Japon           |      |
| 2025  | IX      | Harbin    | Chine           |      |
| 2029  | X       | Trojena   | Arabie saoudite | ,    |